# Alexander Hohrath
Alexander Hohrath (* 16. Januar 1878 in Witten; † 12. März 1913 in Dresden) war ein deutscher Architekt.

## Leben
Hohrath studierte am Technikum Hildburghausen und von 1897 bis 1901 im Bauatelier der Dresdner Kunstakademie bei Paul Wallot. Nach weiteren Studien bei Gabriel von Seidl in München und einer Studienreise nach Italien, Griechenland und Ägypten arbeitete er zusammen mit seinem Bruder Paul Hohrath als Architekt in München. 1906 ging er als Assistent von Martin Dülfer an die Technische Hochschule Dresden. 1907 wurde er als Nachfolger von Wilhelm Kreis Professor an der Kunstgewerbeschule Dresden.

## Bauten und Entwürfe
- 1902: Wettbewerbsentwurf für ein Kollegiengebäude der Albert-Ludwigs-Universität Freiburg (mit Paul Hohrath; angekauft, nicht ausgeführt)[1]
- 1903: Wettbewerbsentwurf für ein Rathaus in Oberschöneweide bei Berlin (mit Paul Hohrath; angekauft, nicht ausgeführt)[2]
- 1906: Wettbewerbsentwurf für ein Krankenhaus der jüdischen Gemeinde in Berlin (mit Paul Hohrath; angekauft, nicht ausgeführt)[3]
- 1908: Landhaus für Dr. Lang in Gauting bei München, Waldpromenade 40 (unter Denkmalschutz)[4]
- 1909: Wettbewerbsentwurf für ein Rathaus mit Marktplatz in Herne (mit Paul Hohrath; prämiert mit einem von mehreren dritten Preisen, in der zweiten Wettbewerbs-Stufe 1910 ausgeschieden)[5][6]
- 1909: Industriehalle und weitere Bauten der Internationalen Photographischen Ausstellung Dresden 1909 (temporäre Bauten)[7]
- 1910: Erneuerung der Fassade des Rathauses in Meißen
- 1910: Umbau oder Neubau des Geschäftshauses Roch in Dresden, Altmarkt 5 (nicht erhalten)
- 1911: Ausstellungsgebäude für Hygiene im Verkehr der Internationalen Hygiene-Ausstellung Dresden 1911 (temporärer Bau)[8]
- 1912–1914: Geschäftshaus für das Unternehmen J. A. Henckels in Dresden, Seestraße 1 / Altmarkt (nicht erhalten)[9]

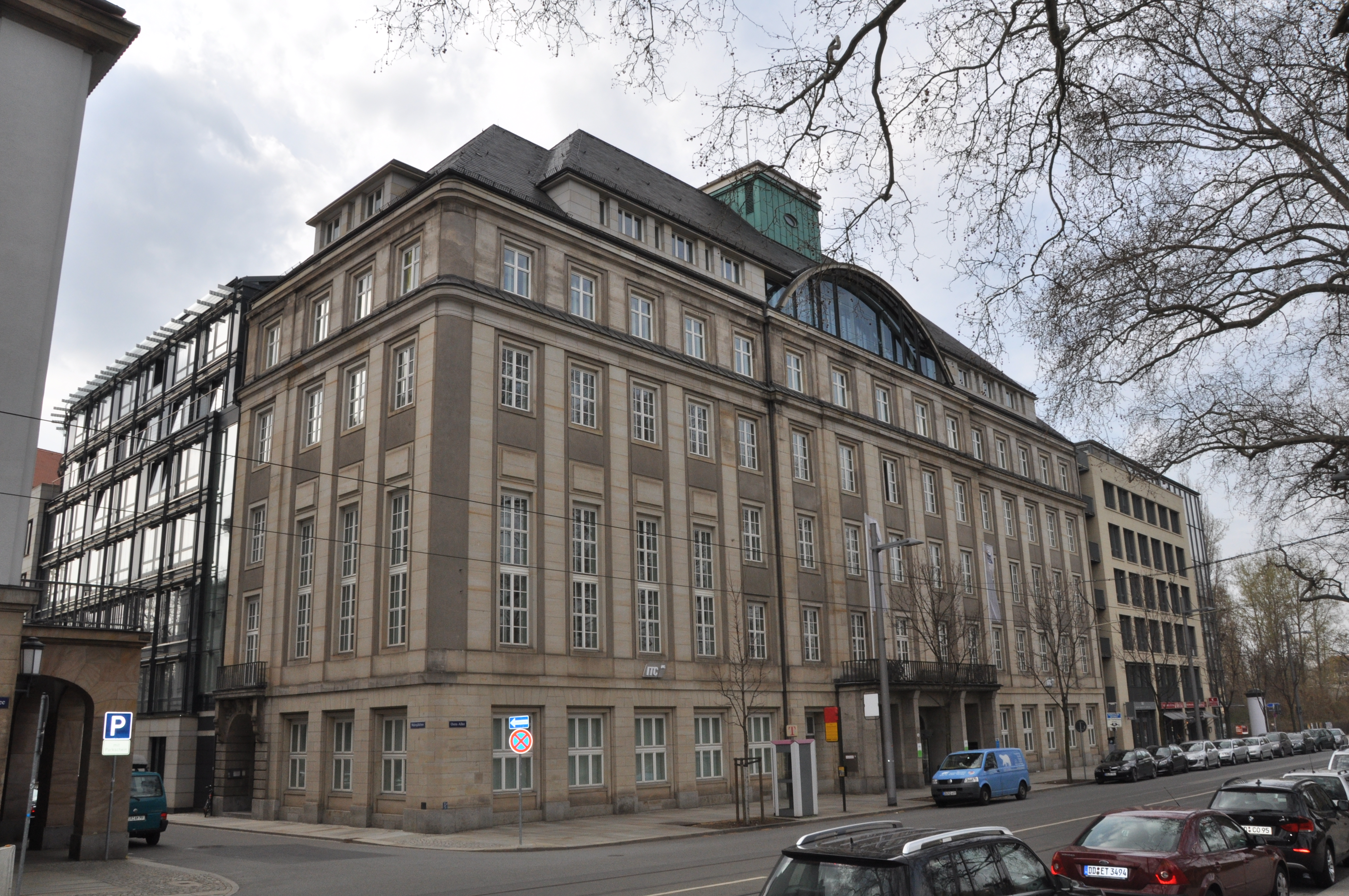
Haus der Dresdner Kaufmannschaft (2012)

- 1912–1916: Haus der Dresdner Kaufmannschaft mit Handelslehranstalt in Dresden, Ostra-Allee 9 (in zwei Bauabschnitten; mit Veränderungen erhalten und unter Denkmalschutz)[9]